# Vinacafe

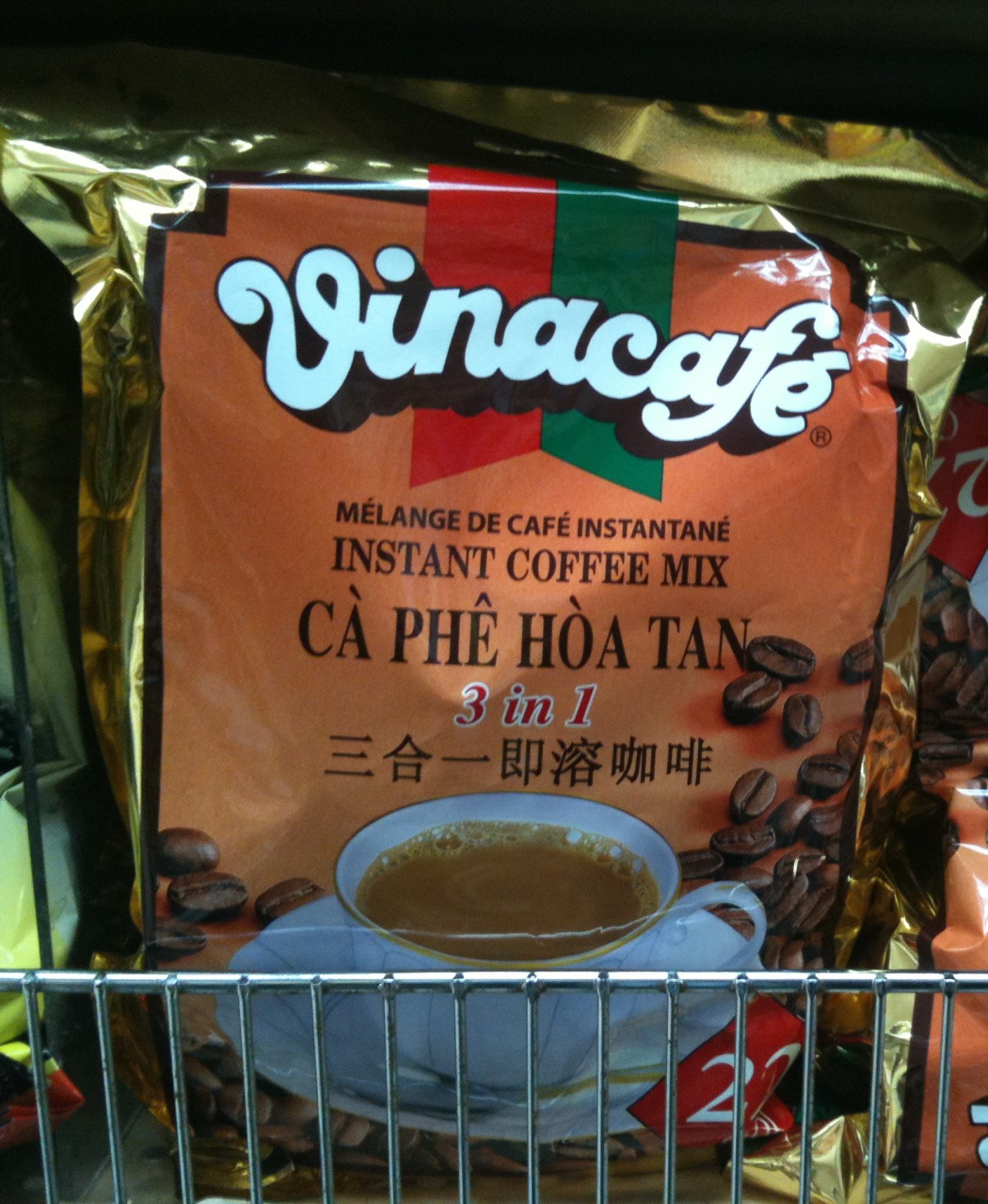
Một túi Vinacafé hòa tan 3 trong 1

Vinacafé là một thương hiệu sản phẩm cà phê hòa tan, đồng thời cũng là tên hiệu thường dùng để chỉ Công ty Cổ phần Vinacafé Biên Hòa. Đây là một trong những thương hiệu sản phẩm và doanh nghiệp nổi tiếng hàng đầu tại Việt Nam.

## Lịch sử

### Nhà máy cà phê Coronel
Năm 1969, một nghiệp chủ người Pháp là Marcel Coronel, có vợ người Việt là bà Trần Thị Khánh, đã cho khởi công xây dựng Nhà máy Cà phê Coronel tại Khu Kỹ nghệ Biên Hòa với mục đích giảm thiểu chi phí vận chuyển cà phê về Pháp.
Nhà máy được thiết kế với công suất sản xuất 80 tấn cà phê hòa tan/năm, với toàn bộ các máy móc thiết bị được nhập khẩu từ Đức, là nhà máy chế biến cà phê hòa tan đầu tiên trong toàn bộ khu vực các nước Đông Dương. Tuy nhiên, cho đến tận năm 1975, nhà máy vẫn chưa chạy thử thành công do máy móc, thiết bị không đồng bộ, lao động kỹ thuật tại Việt Nam còn thiếu và hoàn cảnh chiến tranh đang đến hồi ác liệt.

### Nhà máy cà phê Biên Hòa
Sau tháng 4 năm 1975, Chính phủ Lâm thời Cộng hòa Miền Nam Việt Nam quốc hữu hóa Nhà máy Cà phê Coronel. Sau khi Việt Nam thống nhất, Nhà máy Cà phê Coronel được đổi tên thành Nhà máy Cà phê Biên Hòa và được giao cho Tổng cục Công nghệ Thực phẩm quản lý.
Sau khi tiếp nhận nhà máy, các kỹ sư Việt Nam đã tìm cách khắc phục sự thiếu đồng bộ và đưa vào vận hành thành công dây chuyền sản xuất cà phê hòa tan. Tháng 4 năm 1977, mẻ cà phê hòa tan đầu tiên ra lò, đánh dấu cột mốc quan trọng: Việt Nam sản xuất thành công cà phê hòa tan. Một năm sau đó, theo Nghị Định thư Việt Nam ký kết với các nước trong khối Xã hội Chủ nghĩa về hàng đổi hàng, từ 1978, Nhà máy Cà phê Biên Hòa bắt đầu xuất khẩu cà phê hòa tan đến Liên Xô và các nước Đông Âu.
Năm 1982, Nhà máy Cà phê Biên Hòa được chuyển cho Bộ Công nghiệp Thực phẩm quản lý, là thành viên của Liên hiệp các xí nghiệp sữa - cà phê - bánh kẹo. Đến năm 1992, Nhà máy lại tách khỏi Liên hiệp các xí nghiệp sữa - cà phê - bánh kẹo, trở thành doanh nghiệp nhà nước độc lập, do Bộ Nông nghiệp và Công nghiệp thực phẩm trực tiếp quản lý.
Cũng trong thời gian này, sau khi Việt Nam thực hiện chính sách đổi mới và mở cửa giao thương với phương Tây, gia đình Marcel Coronel - Trần Thị Khánh có vài lần xin phép nhận lại nhà máy cà phê hòa tan của mình nhưng không thành công do không thể tháo rời máy móc, thiết bị cũ để mang đi nơi khác, trong khi chi phí bảo quản trong thời gian dài mà các cơ quan quản lý của Việt Nam đưa ra là rất lớn.
Năm 1998, Nhà máy xây dựng thêm một dây chuyền sản xuất cà phê hòa tan công nghệ sấy phun. Dây chuyền này có công suất thiết kế 800 tấn cà phê hòa tan/ năm, lớn gấp 10 lần Nhà máy cà phê Coronel cũ.

### Công ty Cổ phần Vinacafé Biên Hòa
Ngày 29 tháng 12 năm 2004, Nhà máy cà phê Biên Hòa chuyển đổi từ doanh nghiệp nhà nước sang công ty cổ phần. Do thương hiệu Vinacafé đã nổi tiếng tại Việt Nam và được nhiều khách hàng nước ngoài biết đến, các cổ đông sáng lập (hầu hết là những người của Nhà máy Cà phê Biên Hòa) đã đặt tên mới cho công ty là Công ty Cổ phần Vinacafé Biên Hòa, tên viết tắt là Vinacafé Biên Hòa.
Đến ngày 20 tháng 12 năm 2013, Tổng Công ty Cà phê Việt Nam - cổ đông Nhà nước lớn nhất tại Vinacafé đã bán lại phần lớn cổ phiếu tại Vinacafé của mình. Hiện nay, 90% cổ phần của Vinacafé Biên Hòa nằm trong ba tổ chức là Công ty Cổ phần Hàng tiêu dùng Masan (Masan Consumer) với 53,2%, sau đó là Quỹ Gaoling (Gaoling Fund) (23,3%) và Tổng Công ty Cà phê Việt Nam (12,8%).

## Sản phẩm

### Cà phê
- Cà phê hòa tan 3 trong 1 – Vinacafé Gold Original
- Cà phê sữa uống liền – Vinacafé Chất Sài Gòn Cà Phê Sữa Đá
- Cà phê hòa tan 3 trong 1 – Wake-up Café Sài Gòn
- Cà phê hòa tan 3 trong 1 – Wake-up Café Hương Chồn
- Cà phê hòa tan 2 trong 1 Phil Café Việt
- Wake-up Cà phê hòa tan đen đá Việt Nam
- Wake-up Cà phê hòa tan nâu đá Việt Nam

### Ngũ cốc
- Sữa hạt ngũ cốc B'fast
- Thực phẩm bổ sung – Sữa hạt ngũ cốc B'fast Canxi
- Thực phẩm bổ sung – Sữa lúa mạch có canxi B'fast

### Nước tăng lực
- Thực phẩm bổ sung – Nước tăng lực vị cà phê Wake-up Coffee 247
- Thực phẩm bổ sung – Nước tăng lực Compact hương vị Cherry
- Thực phẩm bổ sung – Nước tăng lực Compact hương vị Táo Xanh
- Thực phẩm bổ sung – Nước tăng lực Compact hương vị Kiwi Vàng

Công ty Cổ phần Vinacafé Biên Hòa: Khu công nghiệp Biên Hòa 1, phường An Bình, thành phố Biên Hòa, tỉnh Đồng Nai, Việt Nam.
Công ty Cổ phần Hàng tiêu dùng Masan: Tầng 12, tòa nhà MPlaza Saigon, Số 39 Lê Duẩn, phường Bến Nghé, Quận 1, Thành phố Hồ Chí Minh, Việt Nam.

## Thương hiệu Vinacafé

### Xuất ngoại
Ngay sau khi sản xuất thành công mẻ cà phê hòa tan đầu tiên, sản phẩm chủ yếu của Nhà máy Cà phê Biên Hòa vẫn là các sản phẩm cà phê sơ chế do thói quen sử dụng cà phê xay của người Việt Nam. Các sản phẩm cà phê hòa tan chủ yếu chỉ dùng xuất khẩu sang Liên Xô và các nước Đông Âu. Bấy giờ, các sản phẩm cà phê chế biến của nhà máy hoàn toàn chưa có thương hiệu riêng.
Mãi đến năm 1983, nhãn hiệu "Vinacafé", với ý nghĩa cà phê do Việt Nam sản xuất, bắt đầu xuất hiện trên bao bì các sản phẩm cà phê hòa tan xuất khẩu sang thị trường Đông Âu. Việc gắn nhãn xuất xứ hàng hóa này đánh dấu thời điểm ra đời của thương hiệu Vinacafé.

### Trong nước

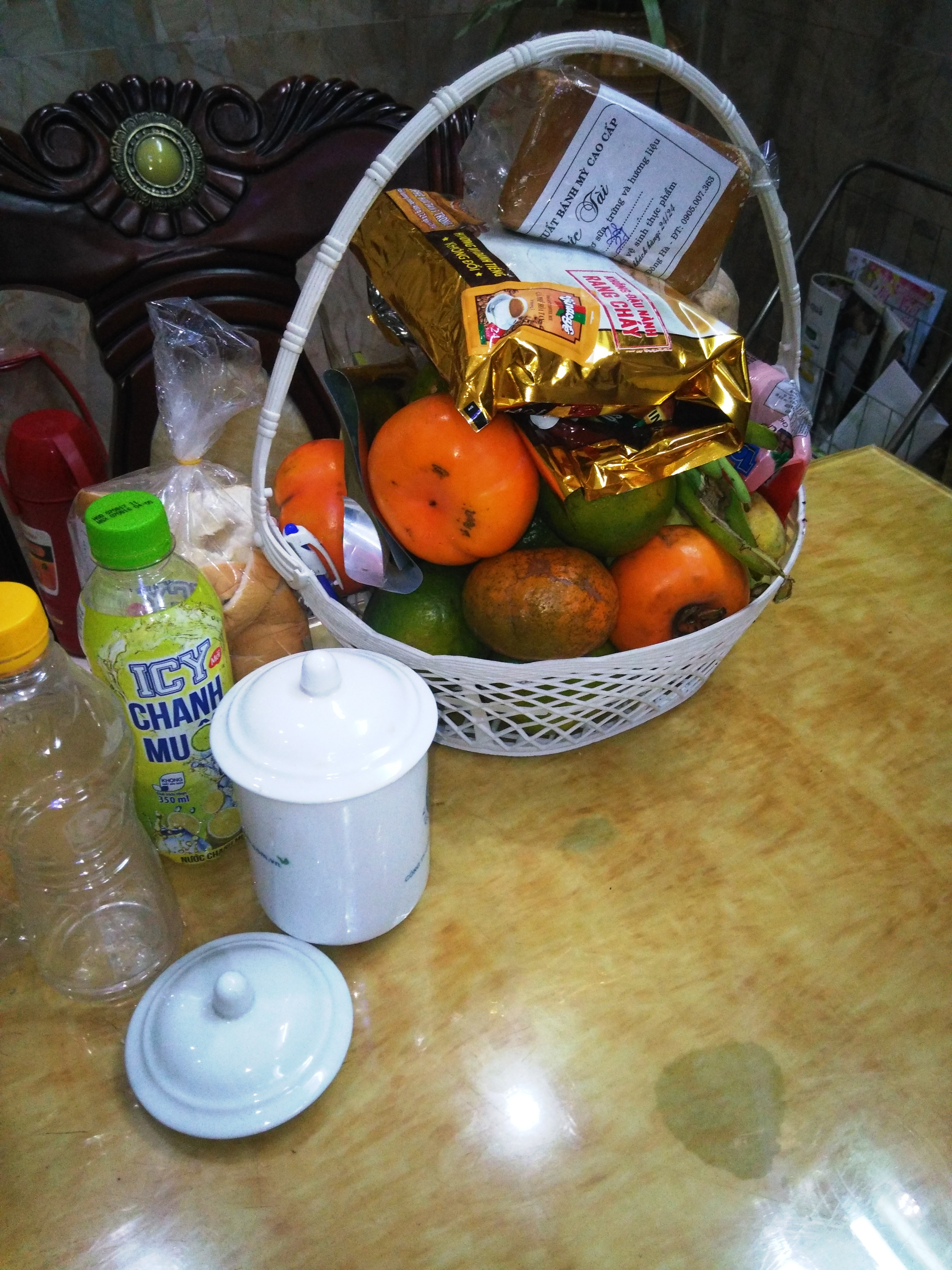
Một sản phẩm Vinacafe được tiêu thụ trong một gia đình

Mặc dù sử dụng nhãn hiệu "Vinacafé" trên các sản phẩm xuất khẩu, các sản phẩm trong nước vẫn dùng các nhãn hiệu của Liên hiệp các xí nghiệp sữa-cà phê-bánh kẹo. Cuối thập niên 1980, các đơn đặt hàng cà phê hòa tan Vinacafé ngày càng giảm theo tốc độ tan rã của Liên Xô và khối Đông Âu. Năm 1990, Vinacafé chính thức quay trở lại thị trường Việt Nam dù trước đó một số sản phẩm của Nhà máy Cà phê Biên Hòa đã được tiêu thụ ở thị trường này. Bấy giờ, người dùng Việt Nam vẫn giữ thói quen uống cà phê rang xay pha phin, chưa thông dụng thói quen sử dụng cà phê hòa tan.
Vì vậy, Nhà máy đã tung ra thị trường sản phẩm Cà phê hòa tan 3 trong 1 Vinacafé, với thành phần đường và bột kem trộn với cà phê hòa tan, đóng sẵn từng gói nhỏ, đánh vào phân khúc thị trường người dùng có thói quen uống cà phê với sữa mà không phải chờ cà phê nhỏ giọt qua phin. Sự thành công của sản phẩm, trong đó có không ít sự truyền bá từ những người đã từng lao động và học tập tại Đông Âu về nước, đã giúp nhãn hiệu Vinacafé nhanh chóng chiếm lĩnh được thị trường cà phê hòa tan trong nước.

### Định vị thương hiệu
Với sự thành công của các sản phẩm Cà phê hòa tan đã giúp nhãn hiệu Vinacafé trở nên phổ biến. Trong giai đoạn hội nhập quốc tế, thương hiệu đã được Nhà máy Cà phê Biên Hòa đăng ký sở hữu trí tuệ tại Việt Nam và nhiều quốc gia trên thế giới.